# Now and Forever (album de Kim Wilde)
Pour les articles homonymes, voir Now and Forever.
Albums de Kim Wilde
Love Is
(1992) Never Say Never
(2006)
Now & Forever est le neuvième album de la chanteuse Kim Wilde, paru en 1995.

## Liste des chansons
1. Breakin' away
2. High on you
3. This I swear
4. C'mon love me
5. True to you
6. Hypnotise
7. Heaven
8. Sweet inspiration
9. Where do you go from here?
10. Hold on
11. You're all I wanna do
12. Life & soul
13. Now & forever
14. Back to heaven